# 526년

## 연호
- 남량(南梁) 보통(普通) 7년
- 북위(北魏) 효창(孝昌) 2년

## 기년
- 남량(南梁) 무제(武帝) 25년
- 북위(北魏) 효명제(孝明帝) 11년
- 신라(新羅) 법흥왕(法興王) 13년
- 고구려(高句麗) 안장왕(安臧王) 8년
- 백제(百濟) 성왕(聖王) 4년

## 사건
- 아탈라릭이 동고트왕국의 2대 왕이 되다.

## 탄생
- 신라(新羅)의 24대 국왕(國王) 진흥왕(眞興王)

## 사망
- 백제(百濟)의 왕비(王妃) 대부인(大夫人)
- 8월 30일 - 테오도릭 대왕, 동고트 왕국의 초대 국왕.